# 經過
《經過》，2005年由台灣導演鄭文堂執導的電影，由国立故宫博物院出品，曾獲第41届金馬獎最佳音效奖以及第17届東京國際影展大奖提名、第41届金馬獎最佳原创剧本提名。

## 角色
| 演員     | 人物                                 |
| -------- | ------------------------------------ |
| 戴立忍   | 李東横，自由作家                     |
| 桂綸鎂   | 陳宇静，故宫助理研究員               |
| 蔭山征彥 | 島英一郎，日本某汽車公司的車型設計師 |
| 田豐     | 阿超伯，故宫資深員工                 |

## 拍攝場景
- 國立故宮博物院

## 外部連結
- Yahoo奇摩電影上《經過》的資料（繁體中文）
- 開眼電影網上《經過》的資料（繁體中文）
- 豆瓣电影上《經過》的資料 （简体中文）
- 时光网上《經過》的資料（简体中文）
- 爛番茄上《經過》的資料（英文）
- 香港影庫上《經過》的資料（繁體中文）
- 互联网电影数据库（IMDb）上《經過》的资料（英文）